# Birgit Åkesson
Birgit Åkesson, nascida Anna Ida Birgit Akesson (Malmö, 24 de março de 1908 - Estocolmo, 24 de março de 2001) foi um dançarina e coreógrafa sueca.
Treinou dança artística com Mary Wigmans no Dresden Central School em Dresden entre 1929 e 1931. Em 1934, estreou no Théâtre du Vieux-Colombier em Paris. Não demorou para se tornar uma das figuras mais importantes dentro da dança de vanguarda europeia.
Na década de 1950 trabalhou na Kungliga Operan de Estocolmo, onde seu papel em 1959 interpretando Aniara ficou famoso. Deixando a Kungliga Operan em 1967, passou longo tempo em viagens de pesquisa.
Em 1998, Birgit foi agraciada com o Grande Prêmio da Academia Sueca.

## Filmografia
- 1954 - Balettprogram
- 1948 - Fruktbarhet

## Coreografia
- 1948 - Fruktbarhet